# Berchtesgaden
Berchtesgaden este o comună aflată în districtul rural Berchtesgadener Land, regiunea administrativă Bavaria Superioară, landul Bavaria, Germania.

## Personalități
- Kathrin Hölzl, sportivă